# Fahad al-Bísí
Fahad al-Hárífí al-Bísí (arabul: فهد الهريفي البيشي); 1965. szeptember 10. –) szaúd-arábiai válogatott labdarúgó.

## Pályafutása

### Klubcsapatban
1984 és 2000 között az en-Naszr csapatában játszott, melynek színeiben három alkalommal nyerte meg a szaúdi bajnokságot (1989, 1994, 1995).

### A válogatottban
1986 és 1994 között 65 alkalommal játszott a szaúd-arábiai válogatottban és 24 gólt szerzett. Részt vett az 1992-es konföderációs kupán, az 1994-es világbajnokságon, illetve az 1988-as és az 1992-es Ázsia-kupán.

## Sikerei, díjai
en-Naszr
- Szaúd-arábiai bajnok (3):  1988–89, 1993–94, 1994–95
- Kupagyőztesek Ázsia-kupája győztes (1): 1997–98
- Ázsiai szuperkupa (1): 1998

Szaúd-Arábia
- Ázsia-kupa győztes (1): 1988
- Konföderációs kupa döntős (1): 1992

Egyéni
- Az Ázsia-kupa gólkirálya (1): 1992 (3 gól)